# Monnina tenuifolia
Monnina tenuifolia är en jungfrulinsväxtart som beskrevs av Chod.. Monnina tenuifolia ingår i släktet Monnina och familjen jungfrulinsväxter. Inga underarter finns listade i Catalogue of Life.